# The Sun of Tiphareth
The Sun of Tiphareth è un album della band black metal statunitense Absu, pubblicato nel 1995 dalla Osmose Productions.

## Tracce
1. Apzu – 11:18
2. Feis Mor Tir Na N'og (Across the North Sea to Visnech) – 8:05
3. Cyntefyn's Fountain – 3:46
4. A Quest into the 77th Novel – 5:49
5. Our Lust for Lunar Plains (Nox Luna Inlustris) – 1:49
6. The Coming of War – 5:16
7. The Sun of Tiphareth – 7:06

## Formazione
- Proscriptor - batteria, sintetizzatore, flauto e voce
- Equitant Ifernain Dal Gais - chitarra elettrica e basso
- Shaftiel (Lord Of Shadows) - chitarra elettrica, chitarra acustica, basso e voce